# Familia Nabhan
La familia Nabhan (en árabe: نبهان‎ ) es una familia de origen sirio que tiene miembros en Estados Unidos, Brasil, Líbano y Palestina. El nombre Nabhan significa "fructífero" o "productivo" en árabe. Actualmente, la familia está repartida por Medio Oriente, Norteamérica y Sudamérica.
La familia tiene gran personalidad con el apellido, sus raíces en la ciudad de Alepo (Siria) donde participaba en el comercio y el comercio. Algunos miembros de la familia Nabhan emigraron a otras partes de Medio Oriente, como Líbano, Jordania y Palestina, en busca de mejores oportunidades. Durante la guerra árabe-israelí de 1948, algunos miembros de la familia Nabhan huyeron de Palestina a países vecinos, como Egipto y Siria, como refugiados.  

## Origen
Los orígenes de la familia Nabhan están  en la región de Levante, que comprende los actuales países de Siria, Líbano, Jordania, Israel y Palestina. Los primeros registros del apellido Nabhan se remontan al siglo XIII, cuando algunos miembros de la familia participaron en la resistencia contra las invasiones mongolas en Siria . 

## Inmigración a los Estados Unidos
El siglo XX, algunos miembros de la familia Nabhan emigraron a los Estados Unidos, donde se establecieron en la ciudad de Nueva York. Algunos de los miembros notables de la familia Nabhan en Estados Unidos son:
- Gary Paul Nabhan, etnobotánico, ecologista, escritor y conservacionista. [3]
- Paul Nabhan, médico y cardiólogo.
- George Nabhan, ingeniero y empresario.

## Inmigración a Brasil
La inmigración de la familia en Brasil se produjo a finales del siglo XIX y principios del XX, en medio de las turbulencias políticas y económicas que afectaban al Imperio Otomano, que dominaba la región de Levante. Los primeros inmigrantes de la familia Nabhan se radicaron en Paraná, donde se dedicaron a la agricultura y el comercio. Algunos de ellos se trasladaron posteriormente en Mato Grosso, donde se convirtieron en pioneros en la colonización y desarrollo de la región. Los Nabhan también tiene miembros en Brasil, donde participan en diversas actividades, como agricultura, comercio y política.  Algunos de los miembros notables de la familia Nabhan en Brasil son:
- Luiz Antonio Nabhan García, agricultor y político. [4]
- Adriana Nabhan, política brasileña. [5]

## Conflictos en el Medio Oriente
Los Nabhan también se ha visto afectada por los recientes conflictos en Oriente Medio, especialmente en Gaza, donde viven algunos de sus miembros. En mayo de 2023, la casa de la familia en el campo de refugiados en Jabalia fue destruida por un ataque aéreo israelí, dejando a 42 miembros de la familia Nabhan extendida sin hogar. 
El ataque aéreo también dejó a cuatro niños con necesidades especiales sin sus sillas de ruedas, muletas y equipo médico necesario para moverse. Israel dijo que el edificio fue utilizado como centro de mando por el grupo militante Jihad Islámica, que estuvo involucrado en el lanzamiento de cohetes contra Israel durante la escalada de violencia de cinco días que mató a 33 palestinos y dos israelíes. La familia negó cualquier conexión con el grupo militante y dijo que eran civiles inocentes.  